# Coccophagus triangulatinotus
Coccophagus triangulatinotus är en stekelart som beskrevs av Girault 1926. Coccophagus triangulatinotus ingår i släktet Coccophagus och familjen växtlussteklar. Inga underarter finns listade i Catalogue of Life.